# قرار مجلس الأمن التابع للأمم المتحدة رقم 847
قرار مجلس الأمن التابع للأمم المتحدة رقم 847، المتخذ بالإجماع في 30 يونيو 1993، بعد إعادة التأكيد على القرار 743 (1992) والقرارات اللاحقة المتعلقة بقوة الأمم المتحدة للحماية، أدان المجلس الهجمات العسكرية في كرواتيا والبوسنة والهرسك ومدد ولاية قوة الأمم المتحدة للحماية حتى 30 سبتمبر 1993.
وتم التأكيد على أهمية البحث عن حلول سياسية لمختلف النزاعات في إقليم يوغوسلافيا السابقة، وأهمية ضمان الثقة والاستقرار في جمهورية مقدونيا. وأعاد المجلس أيضا تأكيد سلامة أراضي الدول الأعضاء التي تم نشر قوة حفظ السلام فيها. كما دعا القرار جميع الأطراف والجهات الأخرى المعنية إلى التوصل إلى اتفاق بشأن تدابير بناء الثقة في كرواتيا، بما في ذلك فتح خط سكة حديد بين زغرب ومدينة سبليت الساحلية والطريق السريع بين زغرب وزوبانيا وخط أنابيب النفط الأدرياتيكي، تأمين حركة المرور غير المنقطعة عبر مضيق ماسلينيكا، واستعادة إمدادات الكهرباء والمياه إلى جميع المناطق في كرواتيا والمناطق المحمية من قبل الأمم المتحدة.
وأعلن المجلس عزمه على سلامة وحرية حركة قوة الأمم المتحدة للحماية، ومتصرفاً بموجب الفصل السابع من ميثاق الأمم المتحدة، مدد ولاية القوة وطلب من الأمين العام بطرس بطرس غالي تقديم تقرير عن تنفيذ القرار الحالي.

## روابط خارجية
- نص القرار في undocs.org